# Suitsansaari
Suitsansaari är en ö i Finland. Den ligger i sjön Pyhäjärvi och i kommunerna Kides och Parikkala och landskapen  Norra Karelen och Södra Karelen, i den sydöstra delen av landet, 300 km nordost om huvudstaden Helsingfors. Öns area är 13,88 kvadratkilometer och dess största längd är 7,2 kilometer i nord-sydlig riktning.